# Christian Ehrnthaller
Christian Ehrnthaller (* 1980) ist ein ehemaliger deutscher Snowboarder.

## Werdegang
Ehrnthaller trat international erstmals bei den Juniorenweltmeisterschaften 1997 in Corno alle Scale in Erscheinung. Dort wurde er Siebter im Riesenslalom. Im folgenden Jahr errang er bei den Juniorenweltmeisterschaften in Chamrousse den achten Platz im Riesenslalom. In der Saison 1999/2000 nahm er in Zell am See erstmals am Snowboard-Weltcup der FIS teil, wobei er den 80. Platz im Parallel-Riesenslalom errang und belegte bei den Juniorenweltmeisterschaften 2000 in Berchtesgaden den 18. Platz im Parallel-Riesenslalom sowie den vierten Rang im Parallelslalom. Zudem erreichte er in Berchtesgaden mit Platz drei im Parallelslalom seine einzige Podestplatzierung im Europacup. In der Saison 2000/01 errang er mit dem 27. Platz im Parallelslalom am Kreischberg seine beste Platzierung im Weltcup und bei den Snowboard-Weltmeisterschaften 2001 in Madonna di Campiglio den 44. Platz im Parallelslalom. Seinen 29. und damit letzten Weltcup bei der FIS absolvierte er im Januar 2002 in Bad Gastein, welchen er auf dem 32. Platz im Snowboardcross beendete.